# Bracon bisulcis
Bracon bisulcis är en stekelart som beskrevs av Gaspard Auguste Brullé 1846. Bracon bisulcis ingår i släktet Bracon och familjen bracksteklar. Inga underarter finns listade.